# Phyllanthus heterodoxus
Phyllanthus heterodoxus är en emblikaväxtart som beskrevs av Johannes Müller Argoviensis. Phyllanthus heterodoxus ingår i släktet Phyllanthus och familjen emblikaväxter. Inga underarter finns listade i Catalogue of Life.